# Basilaki Island
L'île Basilaki est une île de l'archipel de la Louisiade dans la Baie de Milne, en Papouasie-Nouvelle-Guinée.  Il est situé à l'extrémité orientale de la Nouvelle-Guinée continentale.

## Géographie
Basilaki est situé à l'est des Îles Samarai de l'Archipel de Louisiades. L'île fait partie du groupe Basilaki. Le mont Kova Sina (Fairfax) atteint une hauteur de 531 mètres et est situé au centre de l'île. Le mont Baiaule mesure 444 mètres et est situé au centre de l'île. Le mont Salawie mesure 333 mètres et est situé au sud de l'île.

## Histoire
La première observation enregistrée par les européens était par l'expédition espagnole de Luis Váez de Torrès le 18 juillet 1606, qui l'a cartographié comme San Buenaventura (après Saint Bonaventure)  .
Un groupe de naturalistes français aurait été assassiné à la baie James en octobre 1880. Cette île fut également le théâtre du meurtre de deux marins par des indigènes dans la baie de Hoopiron, le 28 juillet 1885. Les meurtres étaient des représailles pour deux décès non rémunérés d'indigènes employés par Friar.  Malgré une recherche de deux jours de l'île le 16 octobre, par les équipages du Governor Blackall, et HMS Diamond et HMS Raven , les meurtriers n'ont pas été retrouvés, bien que les crânes du frère et du charpentier aient été récupérés et enterrés en mer. 
Trois avions ont été abandonnés au large de l'île en 1943, un P-38H Lightning, un P-38F Lightning et un B-24D Liberator "Le  Leïla Belle".

## Démographie
La population de 1883 vit dans 37 villages à travers l'île : Yokowa, où se trouve l'école, est le plus grand village ; le port principal se situe à Habani, de l'autre côté de l'île.  
Liste des villages : Hoopiron Bay, Gaiogaiokawasi, Baiaule, Hilomai, Habani, Halahalawuwu, Salewai, Wetoa, Dauyai, Hiliki, Towina, Kawalolo, Bedauna, Mwahui, Kalotau, Taladio, Agarauna, Huba, Yokowa, Gigiahigole, Doba, Siu, Tanubuibuina, Delina, Tutuila, Hewoli, Hamama, Duiauna, Nuanuatieu, Gogolabia, Hakalihi, Bogala, Kalamadau, Yahala.

## Économie
Une plantation est installée sur cette ile. L'agriculture est développée autour du Sago, du Taro et de l'Yam.